# Baťa
Baťa (чешское название — Батя, канадская торговая марка — Bata Shoes, без гачека над t) — обувная фирма, которую основал Томаш Батя в Злине, до Второй мировой войны одна из крупнейших в Европе. Ныне фирма располагается в Лозанне, филиал её действует и в Чехии.

## История

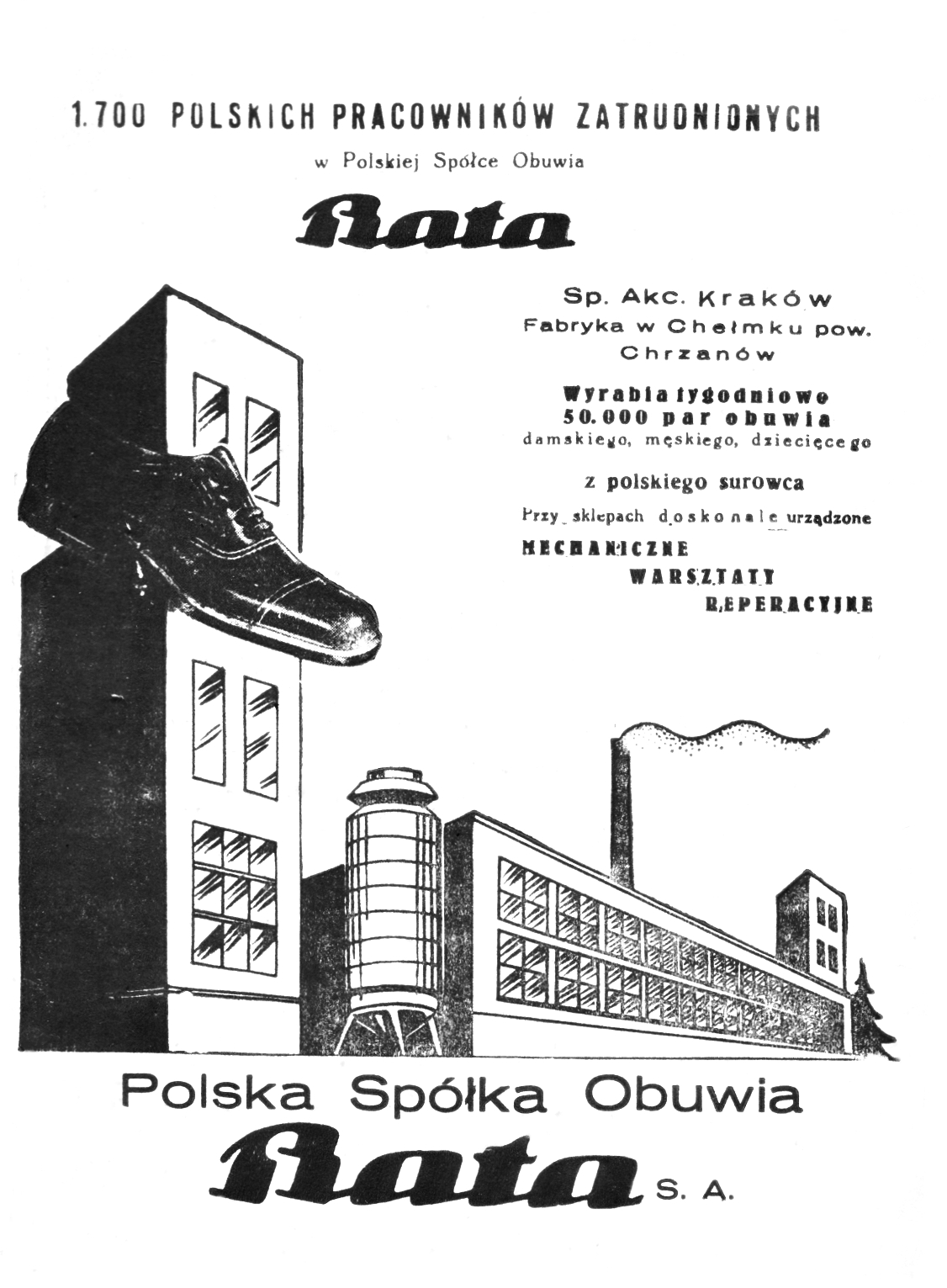
Реклама фирмы Батя на польском

В 1894 году Томаш Батя вместе с двумя братьями и тремя служащими открыл свой бизнес под именем А. Батя.
В 1900 году фирма была юридически зарегистрирована как открытое общество с ограниченной ответственностью и включала 50 работников, в 1908 году единственным собственником фирмы стал Томаш Батя. В начале войны в фирме работало 400 человек, но в 1915 году, благодаря заказу австро-венгерских войск, количество рабочих увеличилось до 5200. В 1924 году было введено поточное производство, а в 1928 году — конвейер, производительность возросла на ¾, количество рабочих на 35 %. В 1928 г. были основаны первые филиалы за границей, в 1930 г. введена сорокачасовая рабочая неделя. В 1931 юридическая форма была изменена на акционерное общество, Батя имел полный пакет акций.
Батя создал не только фабрику, но и все условия для себя и рабочих. Сам производил сырьё и продавал без посредников, на чём и экономил. Имел также кожевню, фирму по производству станков, был владельцем полей и лесов. Для рабочих строил «Baťovy domky» (индивидуальное жильё) и общежития, что вместе со сравнительно высокой зарплатой было главной причиной притока рабочей силы и роста фабрики в Злине. Имелись школы для будущих рабочих, детские сады, и другие услуги. Весь Злин был создан по функционалистскому плану архитектора Франтишка Гахуры с названием «Садовый город» (чеш. Zahradní město).

## Фирма после смерти Бати

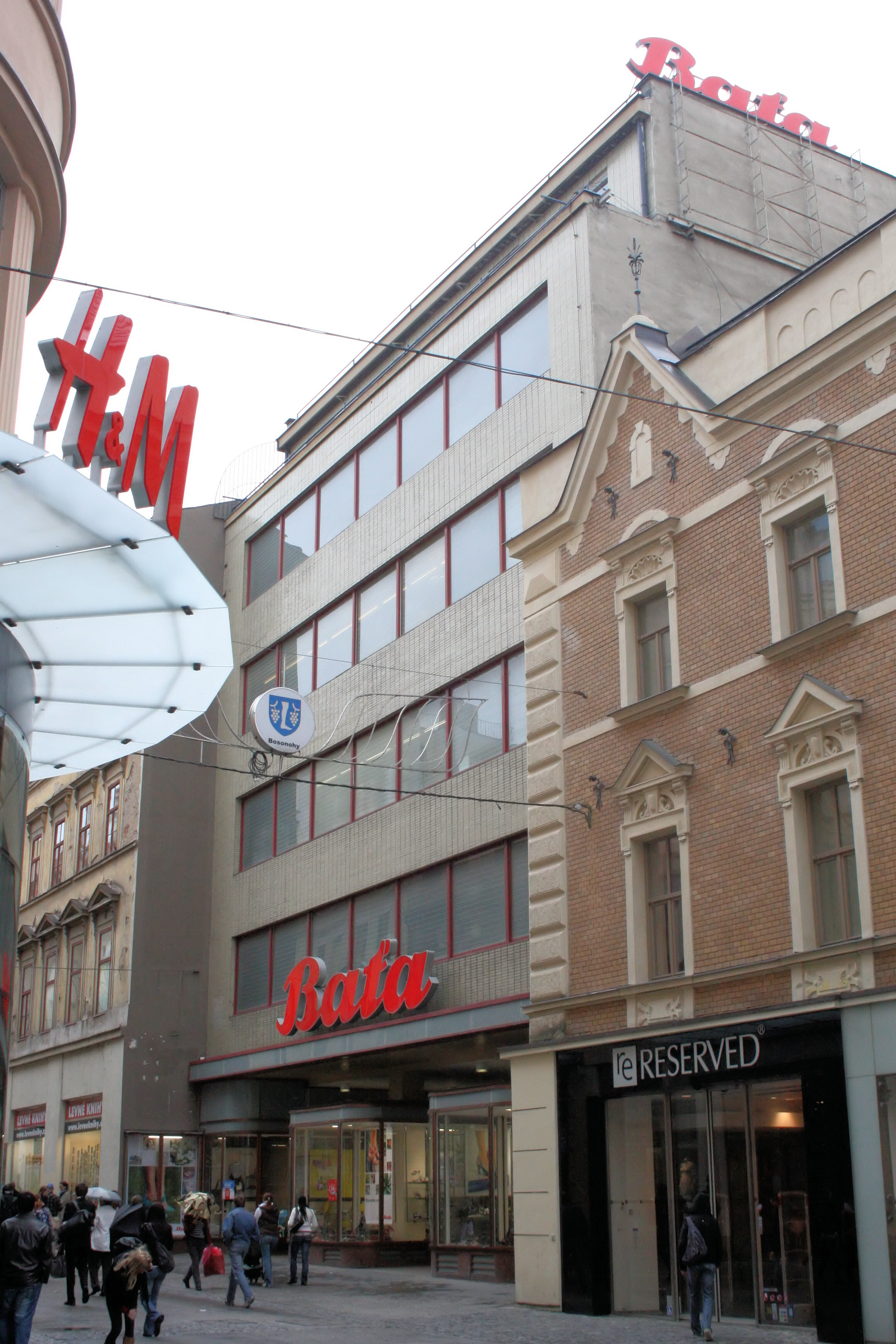
Торговый дом Baťa в Брно на улице Ческа

После трагической смерти Томаша Бати в авиакатастрофе на собственном самолёте (1932) фирма под управлением Яна Антонина Бати, сводного брата Томаша, расширила свои производственные сферы. Было введено производство пневмотехники, резинотехнических изделий, полусинтетического волокна, игрушек, металлообрабатывающих станков, вязальных машин, самолётов, велосипедов и др. Концерн включает также строительное производство и страховую компанию Atlas. В 1938 году к концерну относилось 63 иностранных компании, железная дорога до Визовице (чеш. Vizovice), туристическое агентство, частный транспорт, авиарейс в Отроковице, строительная фирма, торговые дома и лавки — порядка 8 тыс. торговых лавок на родине и больше 8 тысяч за границей, жилой фонд, собственные леса и поля. Концерн предоставлял свыше 67 000 рабочих мест.

## Вторая мировая война
События Второй мировой войны нанесли предприятию большой ущерб. Управляющие, в том числе и Ян Антонин Батя мл., уехали в Америку. Чешская часть фирмы Baťa 27.10.1945 была национализирована и переименована в Svit (народное предприятие). Коммунистическое руководство Чехословакии вывозило на экспорт в СССР и страны соцсодружества, обувь, сделанную на фабриках Бати под маркой «Чебо» (от чеш. České boty). А центром акционерного общества Baťa для иностранных фабрик и филиалов стал канадский город Торонто. В Злине с 1991 года открыт филиал.